# Stanley Kramer
Stanley Kramer (Nova York, 19 de setembre de 1913 – Los Angeles, 19 de febrer de 2001) va ser un director i  productor estatunidenc. La seva feina va ser reconeguda amb el premi Irving G. Thalberg el 1961.

## Primers anys
Kramer va néixer el 19 de setembre de 1913 al barri novaiorquès de Brooklyn (els Estats Units) i va viure al costat de son àvia a la zona de Manhattan coneguda com La cuina de l'infern. Des d'una edat molt primerenca, Kramer va tenir contactes amb la indústria del cinema. Son oncle, Earl Kramer, va treballar en la distribució de les pel·lícules de la Universal Pictures i sa mare era secretària de la Paramount Pictures.
Tot i això, Kramer va acabar els estudis en el DeWitt Clinton High School del Bronx i en la Universitat de Nova York. Kramer tenia pensat començar-hi dret quan, en el darrer any de carrera, se li va oferir la possibilitat de treballar en el departament d'elaboració de guions de la 20th Century Fox.
El 1941 va treballar com a ajudant de producció a The Moon and Sixpence i So Ends Our Night. Dos anys després, Kramer s'allista en l'exèrcit i treballa en les unitats de cinema de Nova York. El 1948 Kramer crea una productora independent, Screen Plays Inc. Els seus socis en la companyia són el guionista Herbie Baker, el publicista George Glass i el productor Carl Foreman, al que va conèixer durant la guerra. Encara que el seu primer treball amb la companyia va ser un fracàs, So This Is Nova York (1948), de Richard Fleischer, la següent pel·lícula dirigida per Mark Robson, L'ídol de fang, protagonitzada per Kirk Douglas, va ser tot un èxit. La pel·lícula va rebre sis nominacions als Oscar: Millor Actor, millor actor secundari, millor fotografia en blanc i negre, millor banda sonora i millor guió original i va guanyar l'Oscar en la categoria de millor muntatge.
En els següents anys, Kramer produiria films tan importants com Cyrano de Bergerac (1950), de Michael Gordon, que va suposar un altre èxit rotund com a productor o Homes, de Fred Zinnemann i que suposaria el debut de Marlon Brando.

## Època de Columbia Pictures
Una any després, Harry Cohn, president de Columbia Pictures oferiria a Kramer l'oportunitat de fer pel·lícules amb la signatura del seu estudi. Kramer tenia plena llibertat de realitzar projectes sempre que no passessin del milió de dòlars de pressupost. Encara que Kramer va acceptar la feina, es va dedicar el que restava d'any a acabar un projecte independent de gran interès per a ell: Sol davant el perill, un western dirigit per Fred Zinnemann. El projecte, a més de ser un èxit total de públic, va rebre quatre Oscars: el de millor actor principal (Gary Cooper), millor muntatge, millor cançó i millor guió original, a banda d'altres nominacions més: millor director, millor pel·lícula i millor argument.
A l'octubre de 1951, Kramer va acabar la seva relació amb Carl Foreman, que va haver d'atestar pel seu passat comunista davant la Comissió d'Activitats Antiamericanes. Kramer va començar a produir pel·lícules per a Columbia. Una època poc fructífera on cap destacar Mort d'un viatjant (1951), The Sniper (1952), Testimoni de casament (1952), Homes oblidats (1953) o Salvatge! (1953), pel·lícules d'escàs estil, valor i èxit. El 1953 el president de Columbia, Harry Cohn, i Stanley Kramer van acordar rescindir el contracte del productor. De tota manera, Kramer va voler acomiadar-se de la companyia amb l'únic èxit de la seva etapa per la productora. El film, El motí del Caine, va ser una adaptació de la novel·la de Herman Wouk i va ser dirigida per Edward Dmytryk. A pesar de l'èxit, Kramer va haver de resistir les crítiques de la marina nord-americana, ja que el paper irascible i tirà del tinent Philip Francis Queeg, que encarnava Humphrey Bogart, atemptava contra la moral de la marina.

## Etapa de director
Després de El motí del Caine, Kramer abandona la Columbia i crea el seu pròpia productora, dirigida per ell mateix. En aquest període, Kramer s'ocupa de dirigir i produir les seves pròpies pel·lícules. Així, sorgeixen productes com No seràs un estrany (1955) i Orgull i passió (1957).
Encara que Kramer era conegut en tot Hollywood per les seves idees liberals, mai va ser inclòs en la llista negra de Hollywood. El 1961, dirigeix Els judicis de Nuremberg, que li val la primera nominació per als Oscar com a director. En contraposició als seus projectes més contestataris i socials, el 1963 Kramer produeix i dirigeix la comèdia multimilionària El món és boig, boig, boig.
Quatre anys després, Kramer realitza Endevina qui ve a sopar, una pel·lícula molt polèmica en la seva època perquè presenta la unió matrimonial entre un home negre i una dona blanca; tanmateix, es creu que el director se'n va sentir profundament orgullós. El film va rebre vuit nominacions als Oscar de 1967: millor actor, millor actor secundari, millor actriu secundària, millor direcció artística, millor director, millor muntatge, millor banda sonora original i millor pel·lícula.
En els següents anys, Kramer va dirigir títols com Beneïx els animals i els nens (1971), Oklahoma Crude (1973) i Més enllà de l'amor (1979). Kramer escriuria la seva pròpia autobiografia sota el títol A Mad Mad Mad Mad World: A Life in Hollywood i moriria el 19 de febrer de 2001 al Motion Picture & Television Hospital a Woodland Hills (Los Angeles). Té una estrella en el Passeig de la Fama de Hollywood situat en el 6100 Hollywood Boulevard.

## Filmografia
| - No seràs un estrany (Not as a Stranger) (1955) - The Pride and the Passion (1957) - Fugitius (The Defiant Ones) (1958) - L'hora final (On the Beach) (1959) - L'herència del vent (1960) - Els judicis de Nuremberg (1961) - El món és boig, boig, boig (1963) - El vaixell dels bojos (1965) - Endevina qui ve a sopar (1967) - El secret de Santa Vittoria (The Secret of Santa Vittoria) (1968) - R. P. M. (1970) - Que Déu beneeixi les bèsties i els nens (Bless the Beasts and Children) (1971) - Oklahoma Crude (1973) - De presidi a primera plana (1977) - The Runner Stumbles (1979) | - Champion (1949) - Home of the Brave (1949) - The Men (1950) - Cyrano de Bergerac (1950) - La mort d'un viatjant (Death of a Salesman) (1951) - Sol davant el perill (High Noon) (1952) - El salvatge (The Wild One) (1954) - El motí del Caine (1954) - Pressure Point (1962) |